# Хилотерии
Хилотерии (лат. Chilotherium, от др.-греч. χῑλός — зелёный корм и θηρίον — зверь) — род вымерших млекопитающих из семейства носороговых. Представители гиппарионовой фауны. Известно около десяти видов хилотериев.

## Описание

### Внешний вид и строение
Телосложением хилотерии напоминали бегемотов — они обладали массивным телом длиной около 3 метров и короткими ногами (высота в холке — немногим больше метра). Рога у хилотериев отсутствовали, зато у них была пара бивней (увеличенных нижних резцов), торчавших вперёд и в стороны по углам расширенной спереди нижней челюсти, косо сточенных с внутренней стороны и напоминавших стамески. Коренные зубы хилотериев крупные и сложно устроенные. Они подходят для измельчения листвы, молодых побегов деревьев и кустов. Может быть, эти зубы годились и для жевания мягкой травы.

### Места и древность находок
Хилотерии известны из плиоцена Евразии.

### Образ жизни и питание
Как предполагается, эти носороговые не только внешне походили на бегемотов, но и вели сходный образ жизни — много времени проводили в пресных водоёмах и кормились околоводной растительностью.

### Поведение
Удлинённые нижние резцы хилотериев служили им, возможно, для выкапывания подземных частей растений. Также эти бивни наверняка были средством самообороны.

## Галерея
| - Скелет хилотерия - Череп хилотерия |